# 五郎坡墓群
五郎坡墓群位於中国四川省廣元市旺蒼縣，文物遺址年代判定為清。2012年7月16日公佈為第八批四川省文物保護單位。

## 簡介[2]
五郎坡墓群位於四川省廣元市旺蒼縣木門鎮茶元村5社，墓葬均坐西南向東北，共9座，分佈面積約900平方公尺。M1、M9墓前建築雕刻藝術水平較高。墓前牌樓建於嘉慶二十五（1811）年孟冬，單簷，7樓廡殿頂，橫坊上雕刻戲劇和龍紋圖案。五郎坡墓群雕刻精美、工藝精湛，對研究該區域內清代墓葬墓前建築的雕刻藝術提供了寶貴的實物資料。1991年，五郎坡墓群被旺蒼縣人民政府公佈為縣級文物保護單位。